# Wilds Nunatak
Wilds Nunatak är en nunatak i Antarktis. Den ligger i Östantarktis. Nya Zeeland gör anspråk på området. Toppen på Wilds Nunatak är 2 424 meter över havet.
Terrängen runt Wilds Nunatak är platt åt sydväst, men åt nordost är den kuperad. Trakten är obefolkad. Det finns inga samhällen i närheten.